# Amalia Fleming
Amalia Koutsouri-Vourekas (Estambul, Turquía, 28 de junio de 1912-Atenas, Grecia, 26 de febrero de 1986), también conocida como Amalia Fleming o Lady Fleming, fue una bacterióloga y activista política griega que luchó contra la dictadura militar que dominaba Grecia en aquella época. En cuanto a su labor profesional, cabe destacar su labor de investigación en el área de la inmunología, biología molecular, genética y oncología molecular. Primero, trabajando en el laboratorio de Alexander Fleming (descubridor de la lisozima y la penicilina), donde rápidamente impresionó a Fleming y su equipo merced a su desempeño como investigadora y a los estudios sobre investigación que publicaba en los periódicos científicos de la época. Posteriormente, cabe destacar la creación y fundación de la Fundación Griega "Alexander Fleming" para la Investigación Biológica Básica, transformada más tarde en el Centro "Alexander Fleming" para la investigación de las Ciencias Biomédicas.

## Biografía
Nació dos años antes del comienzo de la Primera Guerra Mundial en la histórica ciudad de Constantinopla (para ella su lugar de nacimiento es Constantinopla, no Estambul: "Estambul no es más que una corrupción turca del nombre verdadero de la ciudad, así que no sé por qué no utilizar el de Constantinopla"). Amalia Koutsouris pudo llevar una vida tranquila y de confort al ser hija de un físico del Imperio Otomano.
A la edad de dos años, empezó a sufrir las consecuencias del mundo violento que imperaba en la época. En 1914, la familia de Amalia sufrió la tiranía del Estado Panturco (panturquismo), cuyo objetivo, entre otros, era la aniquilación y deportación de las minorías armenias y griegas. Este movimiento, llevado a cabo por los llamados Jóvenes Turcos en la primera década del siglo XX, era liderado por Enver Pachá. Su educación en Alemania lo hicieron un fiel admirador de este país y del tipo de gobierno que allí se imponía. En 1908 dirigió el golpe de Constantinopla, en el que los Jóvenes Turcos subirían al poder. Más tarde, con el cargo de "Jefe del Estado Mayor" presionaría al gobierno para que Turquía se uniera a su amada Alemania durante la Gran Guerra. Enver, pretendía la reunión bajo su mandato de todos los pueblos asiáticos de arraigos turcos, de modo que un Estado Panturco de credo, etnia y cultura homogéneas sustituyese al decadente Imperio otomano, amalgama de pueblos de distintas religiones, razas y lenguas.
Amalia creció en Atenas (Grecia), pues su familia había perdido su casa y el laboratorio donde trabajaba su padre. Estudió medicina en la Universidad de Atenas, con una especialización en bacteriología. Tras la graduación, aceptó una posición en el hospital municipal de Atenas. Tiempo más tarde, se casó con el que fuera su primer marido fue el arquitecto griego Manoli Vourekis.

### La Segunda Guerra Mundial llega a Grecia
En 1941, la Alemania nazi ocupaba Grecia, se trataba de un movimiento de apoyo a su aliado fascista italiano. Una ocupación basada en la represión de las actividades de resistencia y la persecución y caza de la población judía para ser llevados a campos de exterminio. Amalia y su marido, al igual que muchos patriotas griegos, trabajaron para la resistencia durante esta época, poniéndose claramente en riesgo sus vidas. Ayudaban a oficiales militares británicos, neozelandeses, australianos y griegos-judíos a escapar del país proporcionándoles identidades falsas.
Las torturas de los invasores a los miembros de la resistencia estaban a la orden del día. Un miembro de la resistencia sucumbiría a estas terribles sesiones, y los torturadores conseguirían el nombre de Amalia y algunas docenas más de compañeros, por lo que, sería arrestada por los italianos. Fingió una apendicitis para poder escapar de la prisión, pero más tarde sería transferida a otra cárcel y sentenciada a muerte. Pasó seis meses entre rejas antes de que las tropas británicas obligaran a los alemanes a abandonar la ocupación.
Décadas más tarde, al ser entrevistada y preguntada sobre esta época, se emociona especialmente cuando habla del reconocimiento oficial que se le dio a la resistencia nacionalista durante la ocupación alemana.

### Una gran oportunidad profesional en Inglaterra
Al final de la guerra y la ocupación alemana, que dejaron el país diezmado debido a la destrucción de miles de pueblos y de una buena parte de la población, Amalia obtuvo la codiciada beca para trabajar como investigadora en el extranjero que ansiaba lograr, pero no se olvidaba de su dedicación política. "De los 45 candidatos logré sacar el primer puesto. En ese momento, no solo se trataba del título de la universidad, sino de nuestra conducta durante la ocupación", recordó después de años en una entrevista. La beca llegó en el momento apropiado, ya que la sacó del mal momento en el que se encontraba, triste por la situación en la que había quedado su país y por una relación matrimonial que quería terminar.
En la solicitud de la beca tenía que indicar con qué profesor quería trabajar, y ella sugirió el nombre de Alexander Fleming. Había descubierto recientemente la penicilina (que le había otorgado el Nobel de Medicina en 1945), y era una buena oportunidad para Amalia.
En la solicitud que tenía que completar con qué profesor quería trabajar, ella dijo el nombre de Alexander Fleming. La reputación del científico escocés se extendió, ya que el descubrimiento de la penicilina le había otorgado el Nobel de Medicina en 1945.

### Alexander Fleming, impresionado por su trabajo y persona
Durante sus primeros tiempos en el laboratorio, impresionó a Fleming y a su equipo merced a su desempeño como investigadora y a los estudios de investigación que publicaba en los periódicos científicos de la época. Los dos desarrollaron una relación especial. Amalia admiraba el conocimiento y la pasión de Fleming por la ciencia y la medicina. Alexander, estaba casado, y se negó a confesar que estaba enamorado de su compañera de trabajo 30 años menor, su timidez se lo impedía.
Después de ocho años de trabajo en el laboratorio del doctor Fleming, Amalia volvió a Grecia para tomar el puesto de Directora del Taller de Microbiología y Hematología. Cuando fue invitado a una serie de conferencias en Atenas, Alexander Fleming lo aceptó con alegría
Se casaron en 1953 en Londres, tras lo cual, Alexander reanudaría la articulación de su trabajo de investigación en el instituto Wright-Fleming. Alexander murió de un ataque al corazón el 11 de marzo de 1955, en Londres. Fue un matrimonio corto, pero feliz, tal y como apunta Amalia. Según ella, "fue una historia de amor entre un científico reservado y una chica griega muy extrovertida", y afirmaba que "no se puede encontrar otro hombre después de Fleming".

### Sus años como viuda: una activista contra la dictadura
Tras la muerte de Alexander Fleming, Amalia decide volver a su profesión de investigadora bacteriológica, rechazando la pensión por viudez que le correspondía del instituto Wright-Fleming. Al parecer, decidió seguir con su vida activista y profesional, sin aprovecharse en ningún momento de ser la viuda de un hombre tan importante para la medicina y el mundo. El 15 de marzo de 1967, decide volver a Grecia tras unos años en los que su estancia en dicho país se reducía a visitas temporales.
Corría el año 1967, en el que Amalia se va a encontrar en su querida Grecia con una de las situaciones históricas más terribles de dicho país.
En 1961, Yorgos Papandréu fundó el EK (Partido de Unión del Centro), con el fin de comenzar una lucha de compromiso contra el partido de derecha ERE, después de que estos ganaran las elecciones en 1961 con fuertes sospechas de fraude electoral. En noviembre de 1963 volvió a ser nombrado Jefe de Gobierno, cargo del que dimitiría días después. Tras el triunfo de la Unión de Centro en las elecciones de 1964, aceptó el cargo de presidente del gobierno.
La política progresista de Papandréu y el apoyo cada vez más creciente que estaba teniendo de la sociedad hicieron que la extrema derecha se alarmara por el auge que estaba teniendo la izquierde del país. El joven rey Constantino se oponía también a este movimiento y por ello se refugiaba en el partido de derechas ERE, para intentar bloquear la situación. La victoria de Papandreú en las elecciones programadas para el 28 de mayo de 1967 parecía clara, por ello, el 21 de abril de 1967, los militares tomaron el país y declararon a Grecia bajo su mandato(véase la Dictadura de los Coroneles). Fueron suprimidas las garantías constitucionales y libertades, argumentando que el objetivo era salvar al país del caos y de un levantamiento marxista. De la mano de este movimiento, volvieron métodos como la tortura, la intimidación, la persecución.
Amalia, gravemente afectada por esta situación, se dedicó a ejercer una lucha muy activa contra la dictadura. Ayudó a numerosas personas a escapar y presentó ante la Comisión de Derechos Humanos de Estrasburgo documentos y declaraciones de los detenidos políticos, sobre torturas y malos tratos. Una de sus mayores preocupaciones era el destino de los prisioneros y sus familias. No solo sufría por el daño al que eran sometidos los encarcelados física y mentalmente, sino también por la precaria situación económica en la que quedaban sus familias al perder la única fuente de ingresos con la que se sustentaban.
El apellido Flemin le ayudó durante esta época, puesto que, aunque estaba siendo muy vigilada por la dictadura, y el objetivo de esta era poder encarcelarla, el apellido les hacía recular. El doctor fue una persona muy respetada en Grecia, y capturar a Amalia sería perjudicar la imagen del régimen hacia la opinión pública.
Amalia seguía desarrollando labores que desafiaban al régimen dictatorial establecido, y este cada vez tenía más interés en frenar la labor de ella.Tras testificar fuertemente como defensa en el juicio contra treinta y cuatro intelectuales que estaban en contra del régimen, su pasaporte fue revocado. Pero protestas a nivel mundial hicieron al régimen reconsiderar esta revocación, y en dos días su pasaporte había sido restaurado. Sobre el final del año 1970, cerca de 200 actitvistas en contra del régimen fueron arrestados por meses sin opción a juicio, el motivo era que estaban relacionados con las actividades de Amalia Fleming, una mujer que, sin utilizar ningún tipo de violencia, infundía mucho miedo al estado. Fue "invitada" por la policía para un interrogatorio que duró 13 horas. Aunque fue amenazada e intimidada, se negó a proveer de información a sus captores, se negó a darles información que pudieran perjudicar a sus compañeros, se negó a todo, se negó.

### Arresto y deportación de Grecia
En 1968, Alexander Panagoulis fue declarado convicto tras su fallido intento de asesinato contra el líder de la dictadura. Fue metido en prisión, y según se creía, torturado prácticamente a diario, de ahí sus intentos desesperados por escapar de ese infierno. Amalia estaba desesperada y decidida a sacarlo de prisión fuera como fuera, la vida y salud de este hombre dependía de ello. Se le presentó la oportunidad de participar en un complot para liberar a Panagoulis, y decidió participar activamente (de hecho, se encargaría del arrendamiento del auto de escape). Pero la policía se enteró del plan y los organizadores del complot fueron arrestados. Tres de los participantes fueron arrestados en la calle, en el coche que liberaría a Panagoulis y que lo llevaría ante Fleming, se trataba de: John Skelton, Mrs. Athina Psychogios and Constantine Androutsopoulos. Amalia sería arrestada en su casa. La dictadura ya tenía un cargo de mayor peso con el que poder encerrarla en prisión.
El juicio contra Amalia y sus cómplices comenzó el 27 de septiembre de 1971, cuando fueron llevados ante un tribunal militar. En el juicio no se cansó de repetir que el motivo que la había llevado a esta acción era la continua tortura a la que estaban sometiendo a Panagoulis en prisión. Fue condenada a 16 meses de prisión y, debido a su delicada salud, le ofrecieron a cambio ser deportada, lo que conllevaba la pérdida del pasaporte griego. Por esto último, se negó a aceptar dicha oferta, prefería cumplir la condena y seguir siendo griega.
Hubo una época de confusión en el régimen con respecto a esta sentencia, pues, la opinión pública internacional estaba dejando en mal lugar a la dictadura por dicha sentencia y la opción a deportarla, y más teniendo en cuenta el estado de salud de Amalia. Esto hizo que la pena fuera anulada y Amalia pudiera volver a su hogar. Pero seguían teniendo miedo a Fleming, y el 14 de noviembre sería arrancada de su hogar para ser deportada a Londres. No sin oponer resistencia a su llegada a una ciudad en la que le obligaban a vivir.

### Labor desde el exilio y vuelta a Grecia
Cuando la dictadura se derrumbó finalmente en 1974, Amalia prosiguió con sus labores en favor de la democracia. Junto con otras dos mujeres, Helen Vlachos y Melina Mercour, había comenzado en 1970 una campaña publicitaria contra los coroneles, una troika demostró ser más que un partido contra los coroneles. Y en 1974, con la caída de la dictadura, pudieron proseguir de manera más activa con la labor que hacían en conjunto.

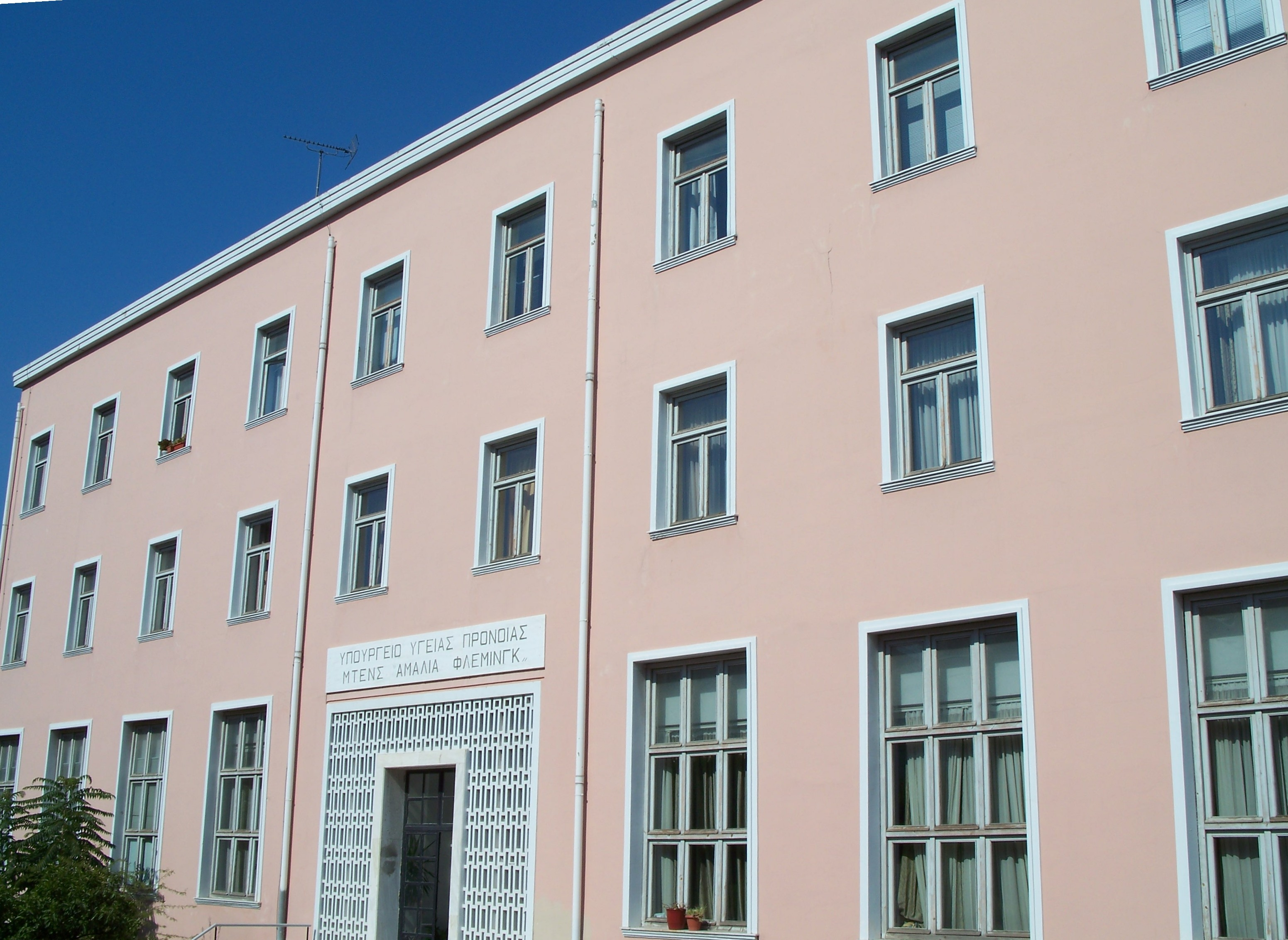
Hospital Amalia Fleming (Atenas)

Después de que la junta garantizara una amnistía general para los deportados en 1973, Amalia trató de volver al país, pero su entrada fue denegada. Desde Londres, jugó un papel importante dando a conocer en la Comisión para los Derechos Humanos de Estrastburgo las torturas llevadas a cabo contra los prisiones políticos. Además, a través de la organización de Papandreou, ayudó a escapar al extranjero a muchos presos políticos del régimen.
Fleming tuvo una serie de roces con Papandreou tras la restauración de la democracia en 1974, pero se reconciliaron finalmente en 1977, cuando se unió al partido socialista y fue elegida como parlamentaria. Sería reelegida en 1981 y 1985. Además, era la primera silla del Comité de Amnistía Internacional en Grecia, de lo que estaba muy orgullosa, así como miembro de la Comisión Europea para los Derechos Humanos.
Murió en 1986, el mismo año en el que se fundó un gran hospital en Atenas, al que le fue puesto su nombre.

## La sopa de Amalia
Uno de sus mejores amigos y compañeros de actividades, Christos Sartzetakis, fue llevado a las dependencias de la policía militar, EAT-ESA, un siniestro centro de interrogatorio, donde Amalia también pasó 31 días, aunque sin ser torturada físicamente, según ella. Sartzetakis, en cambio, fue sometido a una mayor brutalidad, y coaccionado para que descubriera la información sobre Fleming y otros compatriotas que el régimen quería descubrir. A pesar de los engaños a los que lo intentaron someter (incluido que Amalia había sido detenida) no soltó ni una palabra.
Había mucha seguridad, y ella no veía la forma de poder comunicarse con su camarada para desmentir esas informaciones, pero la encontró. El correo utilizado por Amalia fue uno de los más ingeniosos de la historia. "Era, y soy, aficionada a la cocina y estaba muy orgullosa de uno de mis descubrimientos, una sopa que precisamente le gustaba mucho a Sartzetakis. No, no puedo darle la receta, no quiero que se haga famosa... Christos sabía que esa sopa sólo podía ser mía. Así que me las arreglé para hacérsela llegar al centro de interrogatorio. Y el supo, por fin, que sus torturadores le mentían. Cada vez, rompían el termo en busca de mensajes ocultos. No llegaron a enterarse de que el mensaje no estaba en el continente, sino en el contenido".